# Wetumka (Oklahoma)
Wetumka es una ciudad ubicada en el condado de Hughes, Oklahoma, Estados Unidos. Según el censo de 2020, tiene una población de 1135 habitantes.

## Geografía
La ciudad está ubicada en las coordenadas 35°14′31″N 96°14′12″O / 35.24194, -96.23667 (35.24188, -96.236768).

## Demografía
Según la Oficina del Censo en 2000 los ingresos medios por hogar en la localidad eran de $17,000 y los ingresos medios por familia eran de $21,645. Los hombres tenían unos ingresos medios de $18,194 frente a los $14,091 para las mujeres. La renta per cápita para la localidad era de $9,455. Alrededor del 39.6% de la población estaban por debajo del umbral de pobreza.
De acuerdo con la estimación 2015-2019 de la Oficina del Censo, los ingresos medios por hogar en la localidad son de $27,303 y los ingresos medios por familia son de $39,375. El 34.7% de la población está por debajo del umbral de pobreza.
El 38.5% de la población son amerindios, pertenecientes a dos tribus federalmente reconocidas.